# Спартакіада народів СРСР
Спартакіада народів СРСР (рос. Спартакиада народов СССР) — масові мультиспортивні змагання в Радянському Союзі, які проходили в 1956—1991 роках. Змагання були розроблені для проведення між союзними республіками Радянського Союзу, однак одна республіка Російська РФСР завжди була представлена трьома командами, окрім самої РРФСР окремими командами виступали Москва та Ленінград. Команда Москви стала найуспішнішим учасником на Спартакіаді народів СРСР.
Літні видання завжди проводилися в Москві, а зимові — чотири рази в Свердловську, двічі в Красноярську і один раз в Києві. Всього відбулося десять літніх спартакіад і сім зимових.

## Формат
До програми Спартакіади народів СРСР включені змагання з 21 виду спорту. З усіх видів спорту, за винятком футболу, розігрувалась одночасно першість Спартакіади і першість СРСР. Це означало, що переможець буде удостоєний звання чемпіона СРСР. Спортсмени, які зайняли перші шість місць, одержували дипломи, а першим трьом вручались золота медаль, срібний і бронзовий жетони.
За командну першість змагались 18 колективів. Спартакіаду обслуговувала суддівська колегія у кількості 1300 чоловік.

## Літні спартакіади народів СРСР
І літня Спартакіада народів СРСР проводилася в олімпійському 1956 році. Друга проходила в передолімпійський рік в Москві, на Центральному стадіоні в Лужниках, з 5 по 16 серпня 1956 року. Взяли участь понад 9 тис. спортсменів з усіх союзних республік. Головний суддя — К. О. Андріанов. Усі наступні літні Спартакіади народів СРСР теж організовувалися в передолімпійський рік, за винятком ІХ літньої Спартакіади народів СРСР, що проходила у 1986 році. Усього було проведено десять літніх спартакіад народів СРСР.

## Зимові спартакіади народів СРСР
Зимові спартакіади народів СРСР проводилися один раз на чотири роки у 1962—1990 роках окрім 1970 року. Усього було проведено сім зимових спартакіад народів СРСР.